# 28-й армейский корпус (Российская империя)
28-й армейский корпус — общевойсковое соединение (армейский корпус) Русской императорской армии. Образован 26 сентября 1914 года.

## Командиры
- 26.09.1914 — 06.10.1915 — генерал от инфантерии Кашталинский, Николай Александрович
- 24.10.1915 — хх.08.1917 — генерал-лейтенант (с 06.12.1915 генерал от инфантерии) Слюсаренко, Владимир Алексеевич
- 09.09.1917 — 22.10.1917 — генерал-майор (с 12.10.1917 генерал-лейтенант) Бутчик, Михаил Михайлович
- 22.10.1917 — хх.хх.хххх — командующий генерал-майор Кулешин, Степан Иванович

## Начальники штаба
- 17.04.1917 —  хх.хх.хххх —  генерал-майор Евреинов, Константин Леонидович